# Cordova
Cordova (AFI: /ˈkɔrdova/; in spagnolo Córdoba; in latino Cordŭba) è un comune spagnolo di 319 515 abitanti situato nella comunità autonoma dell'Andalusia, sulla riva del Guadalquivir e ai piedi della Sierra Morena.
Fu la capitale di al-Andalus e, durante l'epoca d'oro islamica, fu trasformata in un centro mondiale d'istruzione ed apprendimento, dando i natali ad importanti filosofi e scienziati come Averroè, Ibn Hazm e Abu al-Qasim al-Zahrawi e diventando la città più grande d'Europa, superando Costantinopoli. Fu conquistata dal Regno di Castiglia durante la Reconquista nel 1236.

## Geografia fisica

### Territorio
Córdoba si trova nel sud della penisola iberica, nella depressione formata dal fiume Guadalquivir, che taglia la città in direzione est-nord-est fino a ovest-sud-ovest. Si estende su un'area di 1254,25 km², ed è il comune più grande dell'Andalusia e il quarto più grande della Spagna.

### Clima
| Cordova             | Mesi | Mesi | Mesi | Mesi | Mesi | Mesi | Mesi | Mesi | Mesi | Mesi | Mesi | Mesi | Stagioni | Stagioni | Stagioni | Stagioni | Anno |
| Cordova             | Gen  | Feb  | Mar  | Apr  | Mag  | Giu  | Lug  | Ago  | Set  | Ott  | Nov  | Dic  | Inv      | Pri      | Est      | Aut      | Anno |
| ------------------- | ---- | ---- | ---- | ---- | ---- | ---- | ---- | ---- | ---- | ---- | ---- | ---- | -------- | -------- | -------- | -------- | ---- |
| T. max. media (°C)  | 13,4 | 15,7 | 18,8 | 22,2 | 25,4 | 31,9 | 36,4 | 35,6 | 30,8 | 24,2 | 18,3 | 13,9 | 14,3     | 22,1     | 34,6     | 24,4     | 23,9 |
| T. min. media (°C)  | 4,6  | 5,5  | 7,9  | 10,3 | 13,1 | 17,1 | 20,0 | 19,7 | 17,3 | 12,9 | 8,6  | 5,4  | 5,2      | 10,4     | 18,9     | 12,9     | 11,9 |
| Precipitazioni (mm) | 79   | 69   | 92   | 60   | 47   | 12   | 2    | 3    | 20   | 71   | 70   | 87   | 235      | 199      | 17       | 161      | 612  |

## Origini del nome
Il significato etimologico del nome della città è sempre stato molto discusso e non esiste attualmente un'ipotesi accettata da tutti. La prima versione conosciuta del nome è "Corduba", utilizzata tra la fondazione romana della città e il I secolo a.C., ma considerata ancora più antica. Siccome la prima attestazione di Cordova in testi antichi fa riferimento a un insediamento commerciale fenicio nelle vicinanze della attuale città, si è ipotizzata un'origine semitica del toponimo. In questo modo, secondo alcuni esso verrebbe da Qorteba, dal significato di "mulino dell'olio", oppure, secondo altri, da Qart-tuba ("buona città"). Altre etimologie fanno riferimento all'esistenza di un insediamento iberico anteriore all'arrivo dei fenici: considerando che il suffisso "-uba" era ampiamente diffuso nella Spagna romana col significato di collina oppure fiume, considerato Oba un antico nome del fiume Guadalquivir, allora Qart-Oba significherebbe "città dell'Oba".

## Storia
I reperti archeologici preistorici trovati risalgono al paleolitico inferiore chelleano e le stratificazioni si susseguono senza interruzione fino all'epoca storica. Nell'epoca dei metalli la vicinanza dei giacimenti di rame, piombo argentifero ed anche ferro favorì che fosse zona di commercio e d'imbarco grazie alla grande arteria fluviale. Nell'età del bronzo e all'inizio di quella del ferro si ritiene che Cordova fosse la "capitale politica" del sud della Spagna, infatti, secondo i primi storici, qui i capi delle varie tribù celebravano le loro assemblee e riunioni. Le prime notizie storiche di Cordova risalgono all'epoca cartaginese e citano i cordovani che seguirono Annibale nella spedizione contro Roma. I Romani la conquistarono nel 206 a.C. e circa trent'anni dopo il pretore Marco Claudio Marcello la edificò secondo le usanze romane, le diede il nome di Cordŭba e la fece capitale dell'Hispania Ulterior. La vita culturale di Cordova raggiunse un notevole sviluppo e quando i Romani la dichiararono Colonia Patrizia si ebbero diverse unioni fra le famiglie locali e quelle patrizie romane. Nel 45 a.C., durante la guerra civile tra Cesare e Pompeo, la città, che parteggiava per Gneo Pompeo Magno, venne assediata e poi presa dall'esercito di Gaio Giulio Cesare.
La città non subì l'invasione barbarica e rimase romana sotto l'egida di Bisanzio fino a quando l'ultimo invasore visigoto ariano Leovigildo la conquistò alla fine del VI secolo d.C. e si fece cristiano. Quando nel 756 d.C. gli Arabi entrarono a Cordova trovarono una capitale monumentale e bella con una cattedrale dedicata a San Vincenzo di Saragozza, le fortificazioni migliori di tutto il sud della Spagna. La trovarono anche contornata da molti cenobi e monasteri. Nel 1236 Cordoba fu riconquistata dai cristiani spagnoli. L'ultimo re dei Visigoti Roderico morì nella battaglia del Guadalete contro gli Arabi e suo cugino Pelagio fuggì sui monti delle Asturie da dove partì la Reconquista contro i musulmani invasori che finirà solo nel 1492 con la loro cacciata definitiva dalla Spagna.
Dopo un cinquantennio di dominazione dell'impero arabo di Damasco un membro della dinastia degli Omayyadi di nome ʿAbd al-Raḥmān b. Muʿāwiya scampato alla strage Abbasidi giunse a Cordova dove fondò il califfato di Cordova, un regno che durerà circa due secoli e mezzo, e sul quale regneranno i suoi successori, uno dei quali ʿAbd al-Raḥmān III si proclamerà califfo nel 928 e trasformerà la città nella grande capitale del mondo di quel tempo. Nel X secolo Cordova superò il mezzo milione di abitanti che raggiungeranno il milione alla fine dello stesso secolo.
Nei secoli undicesimo e dodicesimo la città decadde in seguito alle invasioni degli Almoravidi e degli Almohadi e del disfacimento del califfato, divenendo un centro secondario. È però solo nel 1236 che Domenico Munoz dos Hermanas, capostipite della famiglia De Cordoba, riuscì a conquistare la città per conto del re cattolico Ferdinando III di Castiglia, ciò che le ridiede una funzione strategica per la lotta contro i Nasridi del sultanato di Granada.
Nella città antica vi sono importanti resti architettonici di quando Cordova era la prospera capitale dell'Emirato di al-Andalus, poi trasformatosi in Califfato fino alla sua caduta alla fine del terzo decennio dell'XI secolo.

## Monumenti e luoghi d'interesse

### Architetture religiose
- Chiese di San Lorenzo, della Maddalena, di San Gaetano, di San Paolo, di Santa Marina, di Sant'Andrea, di San Michele.
- Grande moschea di Cordova, di forma rettangolare e cinta da un alto muro, attualmente Cattedrale di Cordova, è il più importante monumento musulmano di Spagna.
- Sinagoga di Cordova, unica sinagoga spagnola rimasta assieme alle due di Toledo.
- Cappella di San Bartolomeo nell'ospedale del cardinale Salazar (poi facoltà di Lettere e Filosofia dell'Università di Cordova).
- Cristo de los Faroles, crocifisso situato nella plaza de los Capuchinos, illuminato da otto lanterne.
- Monastero di San Gerolamo.

### Architetture civili
- Grandi mura che cingevano la città, delle quali restano solo alcuni tratti e alcuni portali.
- Il ponte romano, e la relativa fortificazione all'estremità del ponte sul Guadalquivir.
- Puerta del Puente.
- Mausoleo romano di Cordova.
- Madinat al-Zahra', è stata una residenza califfale omayyade tra il X e l'XI secolo. Il sito archeologico, a circa 5 km a ovest di Cordova, è stato dichiarato Patrimonio dell'umanità dall'UNESCO.
- Torre de la Malmuerta, torre ottagonale il cui nome deriva dall'uccisione della moglie infedele da parte di un nobile della città, evento su cui si basò Lope de Vega per la sua opera I commendatori di Cordova.
- Alcázar de los Reyes Cristianos fatto costruire da Alfonso XI nel 1328, arricchito con giardini, fontane, bagni e serbatoi per l'acqua dalla dinastia dei Trastámara; fu poi modificato dai Re cattolici, che ne fecero la loro residenza. Anche l'Inquisizione vi ebbe sede, dal 1400 al 1821.
- Bagni califfali.
- Torre de la Calahorra, che ospita il museo storico della città.
- Quartiere ebraico di Cordova, Judería, dal dedalo di vie strettissime, retrostante la Mezquita, dove nacque Mosè Maimonide.
- Vicolo dei Fiori.
- Cortile di Cordova e patios delle vecchie case del centro storico, arricchiti da fontane, mosaici e alberi.
- Palazzo della Deputazione, già monastero delle Mercedi.
- Plaza del Potro.
- Museo municipale taurino, dedicato agli oggetti delle corride e ai toreri cordovani.

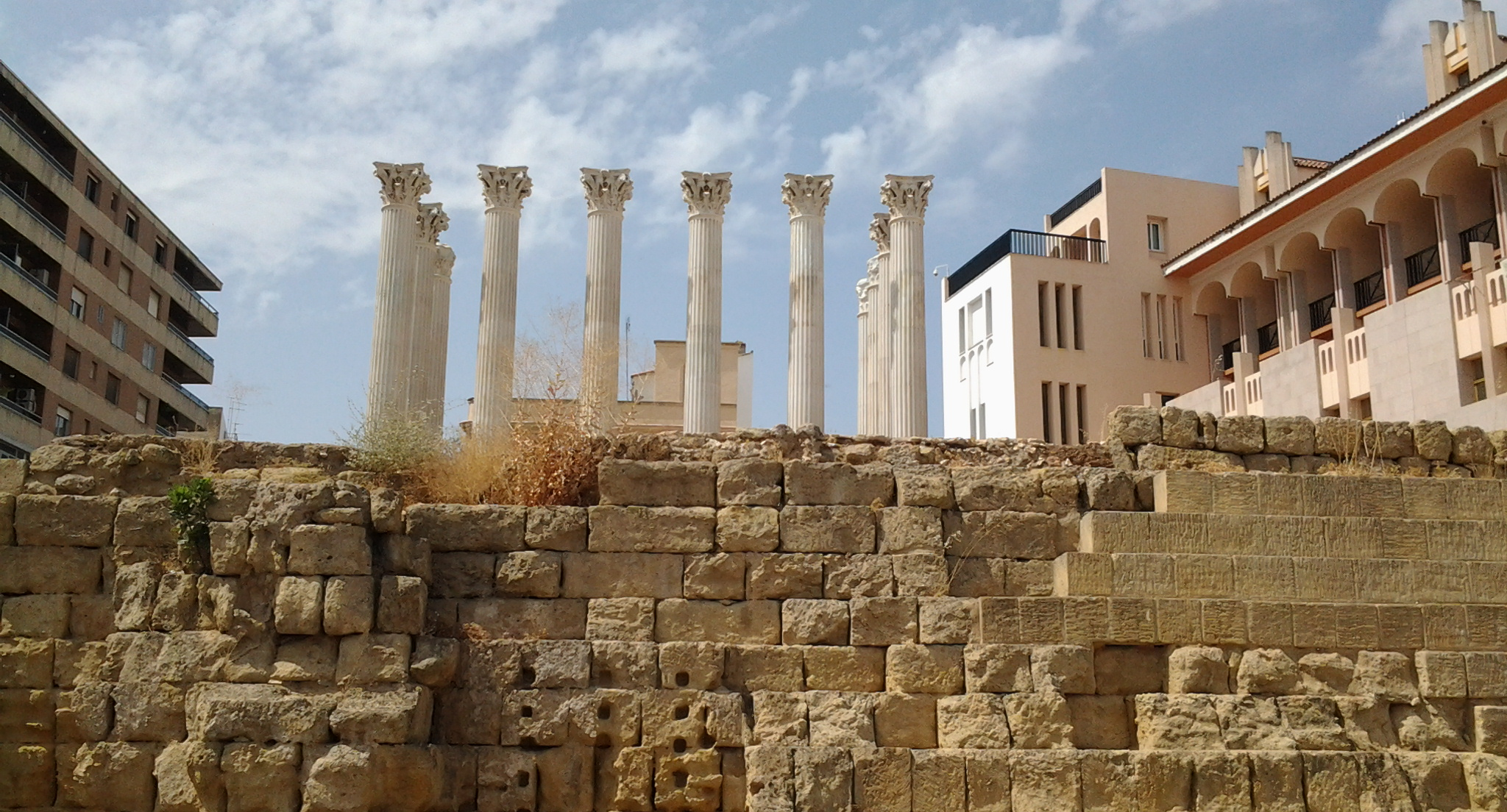
Resti del tempio romano di Cordova

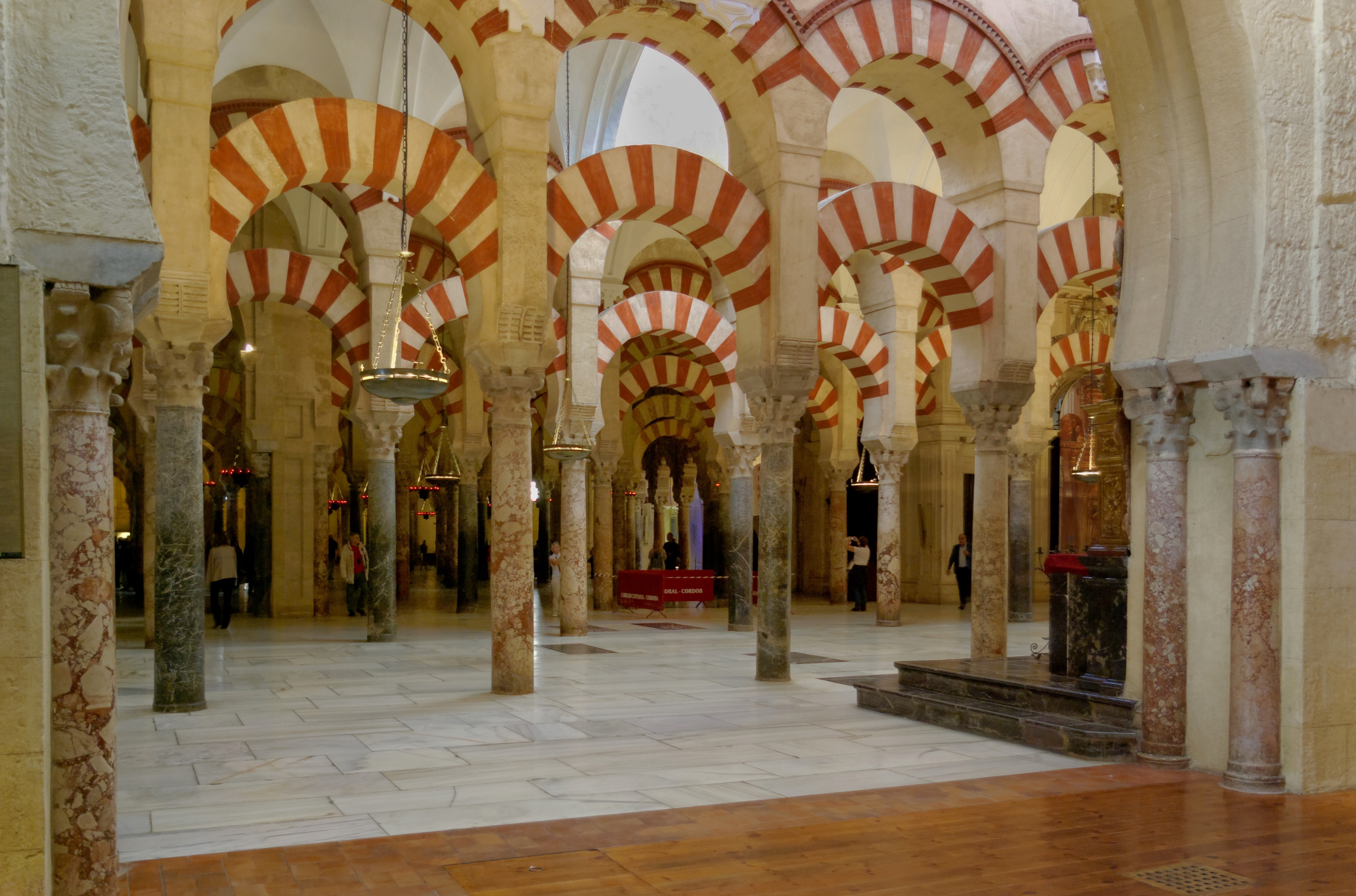
Interno della Grande moschea di Cordova

- Plaza de la Corredera.

## Aree naturali
- Giardini della Vittoria. All'interno dei giardini si trovano due strutture recentemente ristrutturate, l'antica Caseta del Círculo de la Amistad, oggi Caseta Victoria, e il Kiosko de la música, oltre a una piccola fontana modernista dell'inizio del XX secolo. La parte settentrionale, chiamata Jardines del Duque de Rivas, presenta un pergolato di stile neoclassico, progettato dall'architetto Carlos Sáenz de Santamaría; è utilizzato come sala espositiva e bar-caffetteria.
- Jardines de la Agricultura, situati tra i Jardines de la Victoria e il Paseo de Córdoba: comprende numerosi sentieri che convergono radialmente verso una piazza rotonda sulla quale si trova un laghetto. Questo è conosciuto come il laghetto delle anatre e, al centro, ha un'isola con un piccolo edificio in cui vivono questi animali. Sparse nel giardino ci sono numerose sculture come la scultura in memoria di Julio Romero de Torres, la scultura al compositore Julio Aumente e il busto di Mateo Inurria. A nord c'è un roseto a forma di labirinto.
- A diretto contatto con la città, nel fiume Guadalquivir (tra il ponte romano e il ponte di San Rafael), è situata la piccola riserva naturale di Sotos de la Albolafia, dove nidificano oltre cento specie di uccelli.

## Cultura

Moneta dedicata alla Grande Moschea

La città è stata dichiarata Patrimonio dell'umanità dall'UNESCO.
Nel 2010 la zecca spagnola ha dedicato una moneta commemorativa da 2 euro alla Grande Moschea di Cordova.

### Gastronomia
Piatti tipici sono il salmorejo (una zuppa fredda di pomodoro), la minestra di malmones, le uova alla como salgan, gli asparagi alla cazuela, lo stufato di coda di toro (rabo de toro), il flamenquín (involtino di carne fritto) e il gazpacho cordovano (con aggiunta di uovo sodo). Vi sono inoltre un'infinita varietà di tapas (piccole porzioni di pietanze, una sorta di antipasto) e la tortilla (frittata di uova e patate). La regione di Cordova produce anche vini di buona qualità secchi e di buona gradazione, soprattutto nelle zone di Montilla e Moriles: le più accreditate qualità sono fino, amontillado, oloroso e pedro ximénez. A maggio si svolge la cata del vino, dove si ha la possibilità di assaggiare i vini tipici della regione.

## Feste popolari

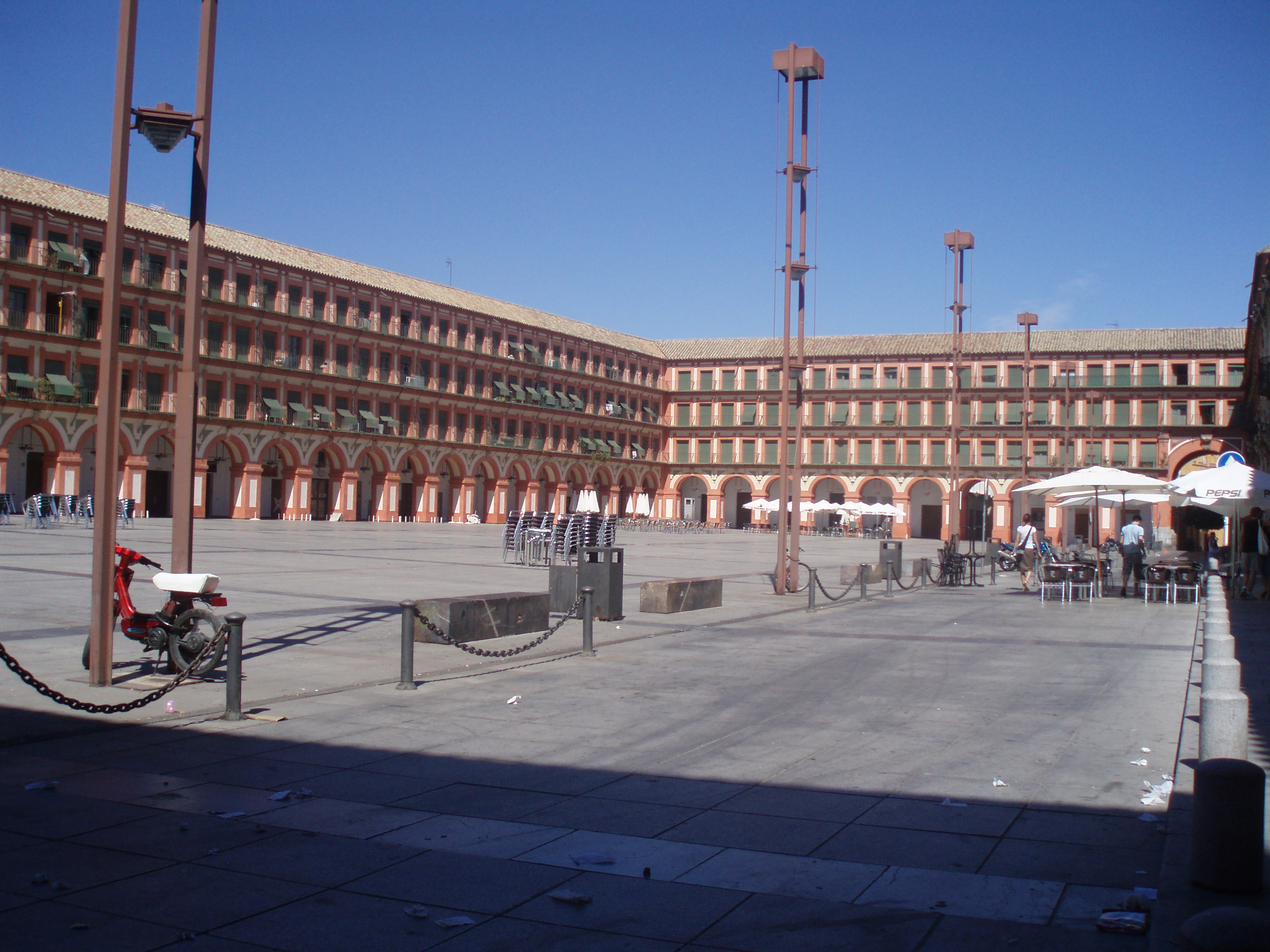
Plaza de la Corredera

Sentitissima come in tutta l'Andalusia è la Semana Santa, la settimana di Pasqua durante la quale le vie della città sono attraversate dalle processioni delle varie hermandades (confraternite). A maggio è quindi la volta del Festival dei cortili (Festival de los Patios) e della fiesta de Las Cruces che si celebra ai primi del mese e in occasione della quale vengono poste delle croci composte di fiori in varie piazze della città, attorno alle quali si raduna la gente suonando musiche tipiche.
La festa di Cordova per eccellenza è quella della Madonna della Salute, che si celebra dal 25 al 31 maggio, in cui si mangia nelle casetas e popolata da persone in costume tipico e musica.

## Amministrazione

### Gemellaggi
Cordova è gemellata con:
- Damasco, Siria
- Betlemme, Palestina (dal 1988)

Nel dicembre del 2003 è stato sottoscritto un protocollo di collaborazione commerciale, culturale e istituzionale con la città di Marcianise.